# Könkäänsaari (ö i Rovaniemi, lat 66,59, long 26,11)
Könkäänsaari är en ö i Finland.   Den ligger i den ekonomiska regionen  Rovaniemi ekonomiska region  och landskapet Lappland, i den norra delen av landet, 700 km norr om huvudstaden Helsingfors.